# Johann Richter
Johann Richter, zvaný též Johannes Praetorius, (1537, Jáchymov – 27. října 1616, Altdorf u Norimberka) byl německý matematik, astronom a výrobce jemnomechanických nástrojů.
Od roku 1557 studoval na wittenberské Univerzitě Martina Luthera. V roce 1571 se na ní stal profesorem vyšší matematiky (čili astronomie) a o rok později získal titul mistr filozofie. Setkal se zde s Valentinem Othem a Georgem Joachimem Rhaeticusem. Roku 1975 z politických důvodů z Wittenbergu odešel a vyučoval pak matematiku na univerzitě v Altdorfu u Norimberka, kde i zemřel. Jeho astronomické a matematické pomůcky jsou uloženy v Norimberku v Germanisches Nationalmuseum.

## Dílo
- De cometis, qui antea visi sunt, et de eo qui novissime mense Novembri apparuit, narratio, 1578
- Problema, quod iubet ex quatuor rectis lineis datis quadrilaterum fieri, quod sit in circulo, 1598